# Фольксштурм
Фо́льксшту́рм (нем. Volkssturm, volks — народ, sturm — буря; народная буря) — отряды народного ополчения нацистской Германии, созданные в последние месяцы Второй мировой войны для вооружённой помощи и поддержки регулярным частям вермахта в отражении натиска войск государств антигитлеровской коалиции на её территорию. 
В соответствии с Законом об обороне члены организации являлись солдатами и в случае развёртывания её отрядов для ведения военных действий становились частью немецкой армии. Организационно формирование фольксштурма было поручено НСДАП и СС, в военном отношении подразделения фольксштурмистов были под оперативным контролем ОКВ.

## Предыстория
Традиции народного ополчения в Германии берут своё начало во времена Освободительной войны против Наполеона. Тогда идеологом организации всенародного сопротивления противнику стал генерал Шарнхорст. В 1944 году его опыт решило использовать гитлеровское военное командование. Они предложили в дополнение к армии создать новый ландвер из мужского населения в возрасте от 18 до 40 лет и ландштурм в возрасте от 16 до 60 лет, не вошедших ни в ландвер, ни в регулярные войска. Эти формирования, совершая партизанские действия, должны были (как и во времена Наполеоновских войн) оказывать посильную помощь при освобождении Германии, но этот план так и не был полностью реализован.
Прошлые ландвер и ландштурм были распущены Версальским договором, но потом сам ландвер был в некоторой степени восстановлен в 1935 году, для мужчин от 35 до 45 лет. Впрочем, мобилизации туда были крайне редкими. Тогда остановились только на идее создания одного массового всенародного ополчения «фольксштурм», что в дословном переводе с немецкого означает «народная буря».

## Создание

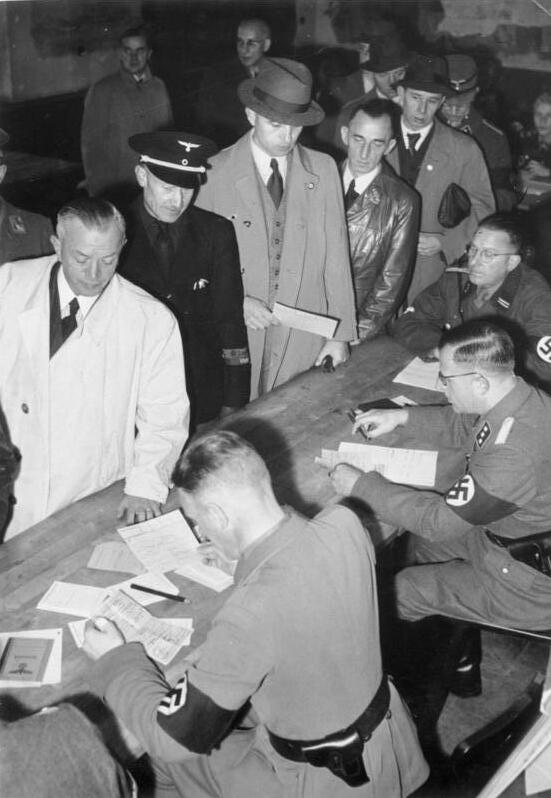
Запись в фольксштурм
22 октября 1944 года

Сформированы по личному приказу Адольфа Гитлера от 18 октября 1944 года (в годовщину Битвы народов) приказом о тотальной мобилизации всего мужского населения в возрасте от 16 до 60 лет, не состоящего на военной службе. В конце 1944 года в ополчение стали принудительно призывать и женщин возрастом от 18 лет. К весне 1945 года было сформировано около 700 батальонов фольксштурма, хотя по первоначальному плану планировалось сформировать 6710 батальонов. В это время в Германии появилась шутка: «в фольксштурме будут те, кто уже умеют ходить и те, кто ещё может ходить». Руководителем народного ополчения стал Мартин Борман, а подчинялось оно напрямую органам нацистской партии. Из-за нехватки старших офицеров самым крупным соединением был батальон, а не армия или группа армий, как в регулярных войсках. Для боёв с наступающими союзниками было призвано, по некоторым данным, от 6 до 8 млн немцев, а в самом конце войны при отсутствии у мужчины документов, освобождающих его от призыва, нарушителя могли просто казнить на месте без особых разбирательств.

## Структура
Самым крупным подразделением фольксштурма был батальон, состоявший из трёх рот, в которых было по три взвода, делившихся на три отделения. К концу войны было организовано около 700 батальонов фольксштурма. Все фольксштурмисты классифицировались как солдаты, подчиняющиеся армейскому уставу, в течение всего срока службы. Все члены общих СС, СA, гитлерюгенда и НСДАП сохранили звание и должность в своих организациях, однако служба в фольксштурме являлась приоритетной обязанностью. Новобранцы этих военизированных подразделений должны были пройти короткую программу обучения, преподавателями являлись инструкторы из вооружённых сил. Ожидалось, что такой подготовки должно хватить для обучения обращению с винтовкой, панцерфаустом, панцершреком и ручными гранатами. Участники фольксштурма приносили также присягу лично Гитлеру.
Текст присяги:

«Я даю перед Богом эту священную клятву в том, что буду беспрекословно верен и послушен Великогерманской империи, Адольфу Гитлеру.
Я торжественно обещаю, что буду смело сражаться за свою родину и лучше умру, чем поступлюсь свободой, бросив тем самым на произвол судьбы социальное будущее моего народа».

Из указа Гитлера о создании фольксштурма:

Боевые положения немецкого фольксштурма
1. Верность, послушание и храбрость составляют основу государства и делают его неодолимым. Верный своей присяге, солдат фольксштурма сражается во всех положениях ожесточенно, с верой в победу. Будучи верен до гроба фюреру, он предпочитает лучше погибнуть в бою, чем когда-либо просить врага о пощаде.
2. Будучи непревзойденным в своей стойкости, самоотверженности и товариществе, фольксштурм представляет собой армию величайших идеалистов Германии.
3. Если какой-нибудь командир в безнадежном положении задумает прекратить борьбу, то в этом случае в немецком фольксштурме действует традиционный обычай наших храбрых воинов-моряков. Командование частью передается тому, кто хочет продолжать борьбу, — будь это даже самый молодой.
4. Будучи воспитанным к сохранению тайны, солдат фольксштурма больше всего презирает предательство по отношению к своей родине и своим товарищам. Его скрытность не могут сломить ни соблазн, ни угрозы.
5. Относясь по-рыцарски к женщинам, предупредительно к детям, больным и старикам, солдат фольксштурма из любви к народу, к отечеству готов на крайнее самопожертвование. По отношению же к врагу, который угрожает свободе и жизни и хочет опозорить наших жен, а детей умертвить, он питает страстную ненависть.
6. Если мы по примеру наших отцов останемся верны себе и нашему высшему долгу по отношению к народу, то Господь Бог благословит нашу борьбу. Призванные в самое тяжелое время к защите родины, мы не успокоимся до тех пор, пока не будут завоеваны победа и мир и упрочена свобода империи.

Всех будущих новобранцев фольксштурма разделили на четыре категории.
Категория I — люди, не занятые на производстве, могли служить в пределах административного округа, должны были размещаться в казармах. 1,2 млн человек, 1850 батальонов, из них 400 в пограничных округах. Сюда включались члены НСДАП, общих СС, СА, NSFK, NSKK, чиновники.
Категория II — люди, занятые на производстве, могли служить только в их родном районе, размещались на своих квартирах. 2,8 млн человек, 4860 батальонов, из них 1050 в пограничных округах.

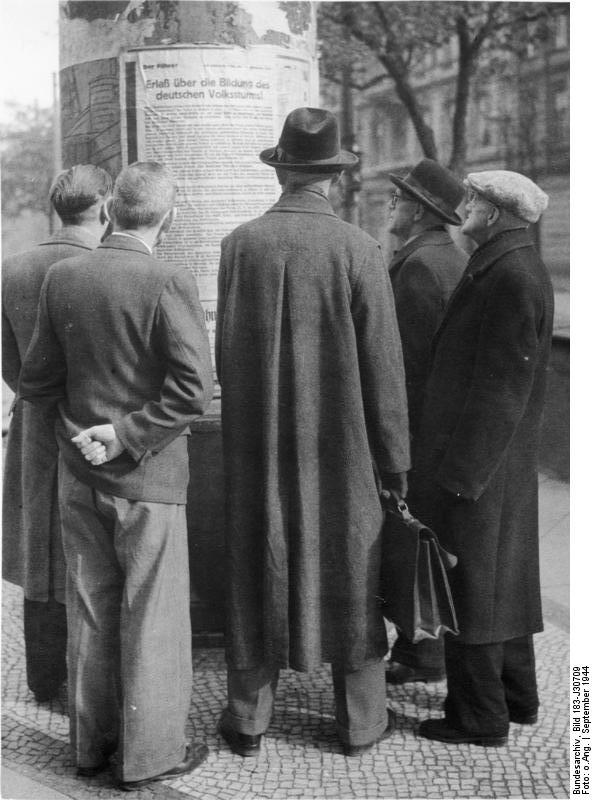
Плакат с сообщением о формировании фольксштурма; октябрь 1944 года

Категория III — молодые люди в возрасте 16—20 лет. 600 тыс. человек, 1040 батальонов
Категория IV — люди с ограниченными физическими возможностями и добровольцы старше 60 лет, могли выполнять задачи охраны тыловых объектов, концентрационных лагерей и лагерей военнопленных. 1,4 млн человек, 2430 батальонов.
В последние месяцы войны под мобилизацию попали даже подростки из юнгфолька — подразделения гитлерюгенда для детей от 10 до 14 лет. Официальных распоряжений о мобилизации членов юнгфолька не было, однако партийные руководители широко применяли практику принудительной отправки детей на фронт. Хельмут Альтнер, автор книги «Берлинская пляска смерти», бывший в 1945 году 17-летним военнослужащим вермахта, приводит такой рассказ 13-летнего эсэсовца из 32-й добровольческой пехотной дивизии СС «30 января»:

Нас забрали из дому полицейские согласно приказу гауптштурмфюрера СС Фрически. Нас заставили маршировать в эсэсовской казарме и на площади замка. Затем нас поделили по нашим гитлерюгендовским звеньям и прикрепили к отрядам СС и фольксштурма. Наши отряды послали в бой в северной и восточной части города. Большинство из нас погибло под огнем вражеской пехоты, когда мы бежали через открытые поля. Когда же мы захотели собрать вещи и разойтись по домам, нас остановили и заставили держать оборону канала, который ведет к Эдену. Командир моего взвода отказался, и тогда двое эсэсовцев и один солдат СА повесили его на дереве, правда, ему уже было пятнадцать.

## Униформа

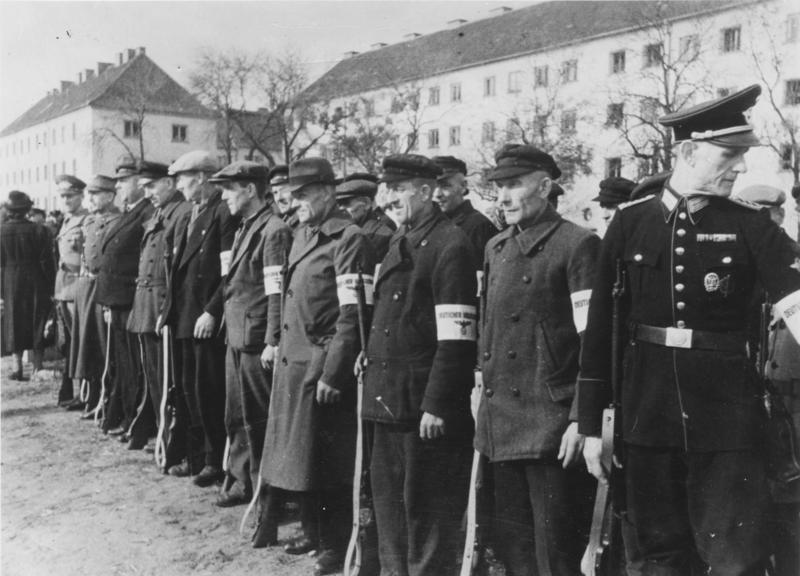
Построение фольксштурма 21 октября 1944

Отличительной особенностью батальонов фольксштурма была нарукавная повязка с надписью «Deutscher Volkssturm Wehrmacht». Снабжение отрядов униформой происходило по остаточному принципу. Бойцы, помимо гражданской одежды, могли носить военную форму старого образца или даже униформу времён Первой мировой войны. Члены военизированных немецких организаций (Национал-социалистическая немецкая рабочая партия (NSDAP), Общие СС, Штурмовые отряды (SA), Национал-социалистический механизированный корпус (NSKK), Национал-социалистический авиакорпус (NSFK), Имперская служба труда (RAD) и др.), служившие в фольксштурме, носили униформу организаций, к которым принадлежали. Старшие чины фольксштурма были в основном членами общих СС и НСДАП и чаще всего носили партийную униформу, в том числе и вышедшую из употребления чёрную униформу СС.

## Вооружение

Панцерфауст у фольксштурмиста (из гитлерюгенда) на параде весной 1945 в Берлине

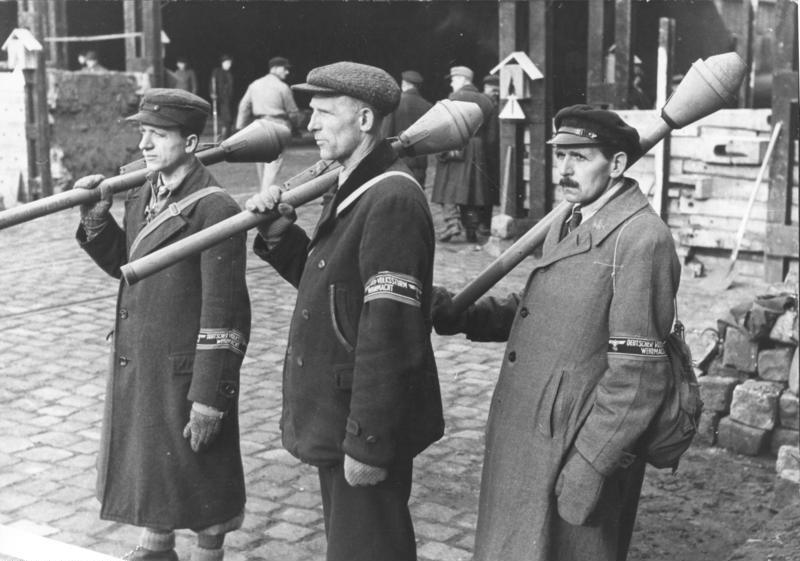
Фольксштурмисты в Берлине, 10 марта 1945

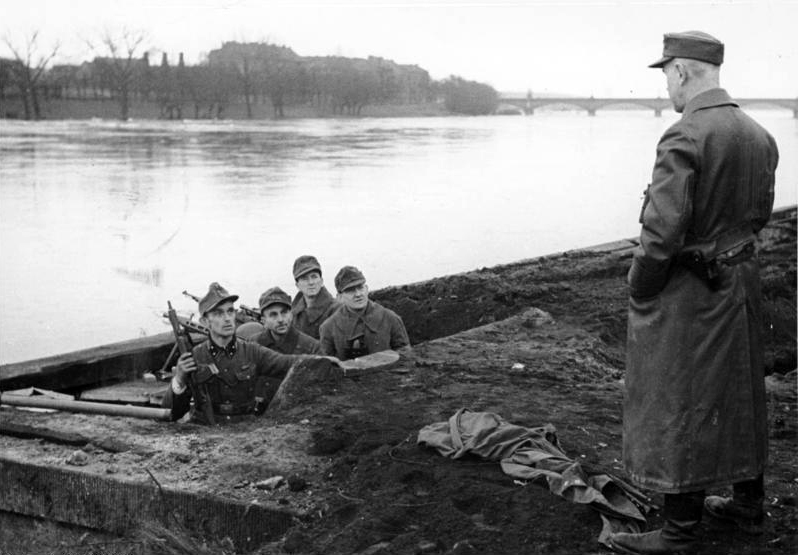
Фольксштурм при обороне Одера (первый боец в окопе держит Volkssturmgewehr 1-5)

На момент создания фольксштурма для вооружения планировавшихся к формированию 6 710 батальонов требовалось: 4 000 000 винтовок, 203 150 ручных пулемётов, 25 660 станковых пулемётов, 181 170 винтовочных гранатомётов, 25 660 миномётов, 5 500 орудий и 40 260 ручных противотанковых гранатомётов Панцершрек. При этом некоторая нехватка стрелкового вооружения в Германии ощущалась ещё до начала вооружения фольксштурма в 1944 году. В связи с этим предполагалось разработать и запустить в массовое производство различные упрощённые образцы стрелкового оружия, преимущественно для вооружения фольксштурма. В рамках программ производства таких образцов в конце Второй мировой войны выпускались:
- Volksgewehr (с нем. — «народная винтовка») —  семейство винтовок и карабинов, сконструированных компаниями Walther, Spreewerk, Rheinmetall, Mauser, Steyer, Erma, Gustloff Werke и Röchling. Создавались, как максимально дешёвое, простое, требующее минимума сырья для производства и потому имели сравнительно примитивную конструкцию и невысокое качество изготовления. Более половины из них так и остались опытными образцами, оставшиеся производились в количествах, недостаточных для закрытия потребностей фольксштурма.

- Пистолет-пулемёт MP-3008 — разработан в 1945 году, немецкая копия английского пистолета-пулемёта STEN с рядом отличий. Создан, как дешёвый и простой в производстве пистолет-пулемёт для вооружения фольксштурма[8][9].

- Пистолеты Volkspistole (с нем. — «народный пистолет») — серия самозарядных пистолетов, которые разрабатывались концернами Mauser, Gustloff-Werke и Carl Walther. Производство, однако, не вышло за рамки опытных образцов[8][10].

Пулемёты фольксштурма были представлены как традиционными пехотными MG 13, MG 34, MG 42, так и конверсиями авиационных пулемётов MG 15, MG 17,  MG 81, MG 131 и MG 151. Также использовались трофейные пулемёты, включая советские ДП.
В качестве противотанкового оружия фольксштурм получил значительное количество Панцерфаустов и некоторое количество Панцершреков.
Кроме того, значительную часть вооружения составляли трофейные советские, датские, французские, итальянские винтовки, не редкими были случаи использования даже оружия конца XIX века (см.ниже). Винтовка Carcano M1891 и её модификации были самыми распространёнными итальянскими винтовками в фольксштурме.
Например, батальон фольксштурма в Кёльне был вооружён так:
- 1-я рота — 8 итальянских винтовок на 80 бойцов;
- 2-я рота — бельгийские винтовки без патронов, револьверы и пистолеты конца XIX-го века;
- 3-я рота — датские винтовки с 6-9 патронами на ствол;
- 4-я рота — французские карабины образца 1886 года и итальянские винтовки без патронов.

Хорошо вооружённые подразделения фольксштурма стояли в обороне местечка Роминтер Хайде (Rominter Heide), охотничьих угодий Геринга, по распоряжению которого данные батальоны были вооружены из собственного запаса люфтваффе.
Всего по состоянию на конец января 1945 года на вооружении Фольксштурма имелось 40 000 Панцерфаустов, 2900 пулемётов и 40 500 винтовок.

## Звания
| Звание в фольксштурме | Перевод            | Соответствие | Знак отличия       |
| --------------------- | ------------------ | ------------ | ------------------ |
| Bataillonsführer      | Командир батальона | Майор        |                    |
| Bataillonsarzt        | Батальонный врач   | Капитан      | с посохом Асклепия |
| Kompanieführer        | Командир роты      | Капитан      |                    |
| Zugführer             | Командир взвода    | Лейтенант    |                    |
| Sanitätsdienstgrad    | [Взводный] санитар | Капрал       |                    |
| Gruppenführer         | Командир отделения | Капрал       |                    |
| Volkssturmmann        | Народный штурмовик | Рядовой      |                    |

В фольксштурме звание группенфюрер соответствовало званию армейского унтер-офицера и присваивалось командирам отделений.
Фактически указанные знаки различия использовались редко — либо лицами, призванными в фольксштурм из гражданских, либо бывшими военными, для которых командная должность в фольксштурме была повышением. Поскольку подразделения фольксштурма были подчинены армейским, их командирами часто были военнослужащие, носившие обычную форму и знаки различия вермахта или войск СС.

## Участие в боевых действиях

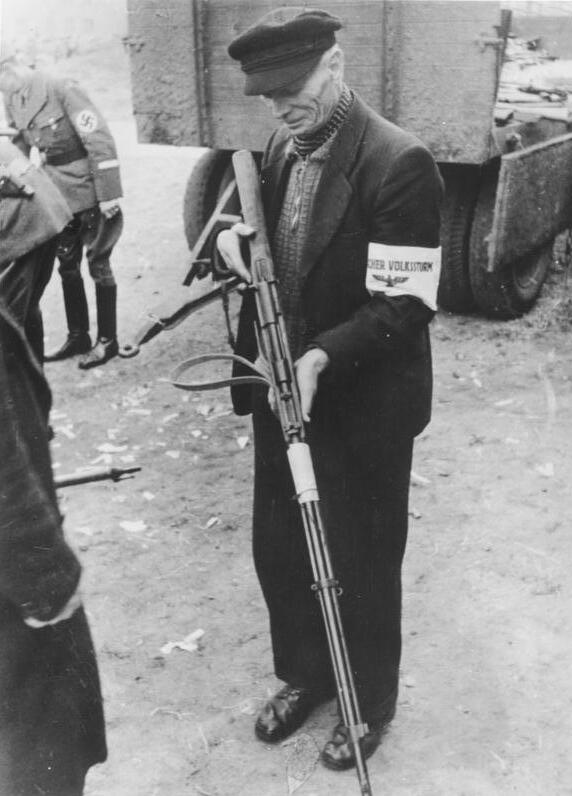
Пожилой боец Фольксштурма с винтовкой Mannlicher M88-90, конец 1944 года

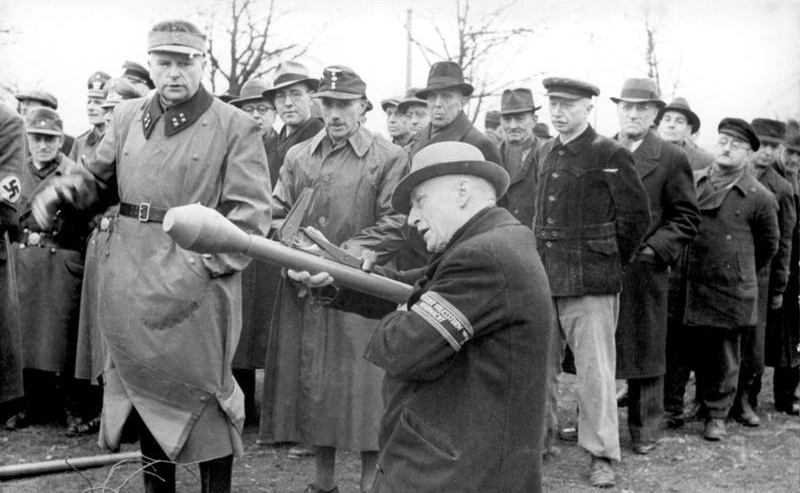
Боец Фольксштурма обучается работе с Панцерфаустом, конец марта 1945 года

Фольксштурм формировался под общим руководством Гиммлера. Непосредственно на местах организацией новых подразделений занимались гауляйтеры НСДАП.
Осенью 1944 года на Восточный фронт было направлено до ста батальонов, а на Западный — до пятидесяти батальонов Фольксштурма. Затем количество их возросло (в апреле 1945 года только в Берлине насчитывалось до двухсот батальонов). Бойцы ополчения использовались для строительства и охраны тыловых оборонительных рубежей, помощи в эвакуации, а также для пополнения кадровых армейских частей, участвовали в боях в Силезии, Венгрии, на Одере, Нейсе, при обороне Берлина (6 тыс. фольксштурмовцев). Так, фольксштурмисты отличились в боях за прусскую деревню Ноендорф в ноябре 1944 года. Не менее ожесточённым было сопротивление бойцов из Бреслау, которые капитулировали только 6 мая 1945 года. Фольксштурм был слабо подготовлен и плохо оснащен боевой техникой и артиллерией, поэтому вести активные наступательные действия эти подразделения были не способны.

## Отличившиеся члены
Несмотря на то, что в фольксштурме воевало несколько миллионов человек, только 4 члена фольксштурма были награждены Рыцарским крестом Железного креста:
- Эрнст Тибурци (1911—2004), командир батальона 25/82 в Кёнигсберге. 10 февраля 1945 года с помощью противотанкового гранатомёта за один бой уничтожил 5 советских танков, несмотря на серьёзные ранения.
- Вильгельм Зитт, командир батальона в Кёльне.
- Карл Паккебуш, командир батальона 3/617 в районе Берлин-Веддинг.
- Якоб Хоффенд, рядовой, фейерверкер и сапёр Люфтгау 6 «Кёльн».